# Klei Entertainment
Klei Entertainment es una empresa diseñadora de videojuegos con sede en Vancouver, Canadá. Klei fue creada en julio de 2005 por Jamie Cheng. Entre sus juegos más conocidos se encuentran Mark of the Ninja, Don't Starve, Eets, y Shank.

## Historia
Klei Entertainment fue creada en julio de 2005 por Jamie Cheng. Antes de fundar Klei, Cheng trabajó como pasante en el estudio de Sega, Relic Entertainment, en donde fue programador. Para octubre de 2009, la compañía empleaba a once personas.
Su primer juego, Eets fue lanzado el 27 de marzo de 2006 para Microsoft Windows, y después para Mac OS X el 9 de diciembre de 2010. Además, el juego fue adaptado para la Xbox 360 a través de la plataforma Xbox Live Arcade y lanzado el 25 de abril de 2007.  Retitulado Eets: Chowdown, esta nueva versión contaba con 120 niveles nuevos y un minijuego de acción llamado Marsho Madness.
La compañía colaboró con el juego N+ de Slick Entertainment, la adaptación para el Xbox Live Arcade de juego de Adobe Flash N.  En 2008 Klei desarrolló Sugar Rush, un videojuego multijugador masivo casual.  No obstante, a finales de agosto de 2010, anunciaron que le desarrollo del mismo había sido cancelado.  El cuarto título original de la compañía, Shank,  fue anunciado en el  Penny Arcade Expo 2009.  Fue lanzado el 24 de agosto de 2010 para PlayStation 3, el 25 de agosto para el Xbox 360 y el 26 de octubre del mismo año para Microsoft Windows.
Klei ha lanzado el videojuego Oxygen Not Included, el cual su primera versión fue lanzada el 15 de febrero de 2017 y su última versión el 30 de julio de 2019.
El 23 de enero del 2021, la empresa de telecomunicaciones Tencent adquirío a Klei Entertainment, sin embargo Jaime Cheng aseguró que el estudio mantendra su libertad creativa.

## Videojuegos desarrollados por Klei Entertainment
| Año  | Título                | Plataforma(s) | Plataforma(s) | Plataforma(s) | Plataforma(s) | Plataforma(s) | Plataforma(s) | Plataforma(s) | Plataforma(s) | Plataforma(s) | Plataforma(s) | Plataforma(s) | Notas                    |
| Año  | Título                | Lin           | Mac           | Win           | PS3           | PS4           | PSP           | Vita          | X360          | WiiU          | NDS           | iOS           | Notas                    |
| ---- | --------------------- | ------------- | ------------- | ------------- | ------------- | ------------- | ------------- | ------------- | ------------- | ------------- | ------------- | ------------- | ------------------------ |
| 2006 | Eets                  | No            | Sí            | Sí            | No            | No            | No            | No            | Sí            | No            | No            | No            |                          |
| 2008 | N+                    | No            | No            | No            | No            | No            | Sí            | No            | Sí            | No            | Sí            | No            |                          |
| 2010 | Sugar Rush            | No            | No            | Sí            | No            | No            | No            | No            | No            | No            | No            | No            | Cancelado                |
| 2010 | Shank                 | Sí            | Sí            | Sí            | Sí            | No            | No            | No            | Sí            | No            | No            | No            |                          |
| 2012 | Shank 2               | Sí            | Sí            | Sí            | Sí            | No            | No            | No            | Sí            | No            | No            | No            |                          |
| 2012 | Mark of the Ninja     | Sí            | Sí            | Sí            | No            | No            | No            | No            | Sí            | No            | No            | No            |                          |
| 2012 | Torchlight II         | Sí            | Sí            | Sí            | No            | No            | No            | No            | No            | No            | No            | No            | Solo escenas cinemáticas |
| 2013 | Don't Starve          | Sí            | Sí            | Sí            | Sí            | Sí            | No            | Sí            | No            | Sí            | No            | Sí            |                          |
| 2014 | Eets Munchies         | Sí            | Sí            | Sí            | No            | No            | No            | No            | No            | No            | No            | Sí            |                          |
| 2015 | Invisible, Inc.       | Sí            | Sí            | Sí            | No            | Sí            | No            | No            | No            | No            | No            | No            |                          |
| 2016 | Don't Starve Together | Sí            | Sí            | Sí            | No            | No            | No            | No            | No            | No            | No            | No            |                          |
| 2017 | Oxygen Not Included   | Sí            | Sí            | Sí            | No            | No            | No            | No            | No            | No            | No            | No            |                          |
| TBA  | Hot Lava              | No            | No            | Sí            | No            | No            | No            | No            | No            | No            | No            | No            |                          |